# 玄文社
玄文社は、1916年（大正5年）から、1925年（大正14年）まで、東京にあった出版社。

## 概要
東京市芝（現・東京都港区）にあった化粧品メーカー、伊東胡蝶園の二代目社長伊東栄が、結城礼一郎を主幹として創めた。単行本の他、月刊雑誌『新家庭』『新演芸』『花形』『詩聖』『劇と評論』も発行した。
玄文社の『玄』は、伊東栄の祖、伊東玄朴の『玄』と思われる。
1923年（大正12年）9月1日の関東大震災をきっかけに衰えた。
社員として、岡村柿紅・鈴木泉三郎・長谷川巳之吉・仲木貞一・内山佐平・ 服部普白・堀川寛一・小林徳二郎らの名が残る。解散後、内山・小林らは、JOAKに移って番組を制作した。
新演芸誌所載の演劇合評会が、後々に伝えられる。これは、東京の各劇場を総見した後に批評した毎月の座談会で、世話人は岡村柿紅。1918年9月から1925年4月まで、62回開かれた。伊原青々園、岡鬼太郎、川尻清潭、永井荷風、小山内薫、池田大伍、岡田八千代、久保田万太郎、三宅周太郎、などがメンバーだった。

## 出版の記録（抄）

### 月刊誌
- 『新家庭』（家庭）：1913年4月号  - 1923年9月号。
- 『新演芸』（演劇）：1916年3月号 - 1925年4月号（1923年10月 - 12月休刊）。主筆、岡村柿紅、 のち野村久太郎。
- 『花形 小型新演芸』（大衆演劇）： 1919年2月号 - ?。
- 『詩聖』（詩）：1921年10月号 - 1923年9月号。発行人、長谷川巳之吉、1922年12月号から野村久太郎
- 『劇と評論』（演劇）：1922年6月1日 - 1923年8月号。編集者、野村久太郎（その後は他社発行で、同じ誌名の雑誌が1928年10月まで続いた）。

### 単行本
- 1916年

宮本百合子：『貧しき人々の群』
- 1917年

長田幹彦：『ゆく春』 / 玄文社編：『生花大鑑』 /  坪内逍遙：『役の行者』
- 1918年

薄田泣菫：『後の茶話』 / 鈴木泉三郎：『俳優評伝 左団次の巻』 / 長田幹彦：『不知火 前後編』 / 長田秀雄：『午前二時』 / 千家元麿：『自分は見た』（詩集） / 杉贋阿弥：『舞台観察手引草』 / 吉井勇：『鸚鵡石』（歌集） / 吉井勇：『句楽の話』 / 素木しづ：『美しき牢獄』 / 東健而：『潜航艇物語』 / 岡本綺堂：『片糸』 / 田村成義：『演芸逸史無線電話』
- 1919年

松居松葉：『悪人手形帳』 / 長田幹彦：『呼子鳥』 / 佐藤紅緑：『黄金』 / 村田烏江：『支那劇と梅蘭芳』 / 未来社同人編：『日本象徴詩集』 / 薄田泣菫：『新茶話』 / 菊池幽芳：『女の生命 前・後』 / 和気律次郎：『死刑囚の手記』 / 和田英作・和気律次郎：『画僧フラ・アンヂエリコ』 / 渡辺霞亭：『白珊瑚』 / 渡辺霞亭：『残月』 / 大泉黒石：『俺の自叙伝』 / 菊池幽芳：『女の生命 前後』 / 岩野泡鳴：『猫八』 / 長谷川時雨：『情熱の女』 / 蒲松齢作・柴田天馬訳：『聊斎志異』 / サヴィンコフ作三上於菟吉訳：『露西亜の秘密結社』 / 本山荻舟：『名人畸人』 / 小田律：『大事業家』 / ジーン・ウェブスター作、東健而訳：『蚊とんぼスミス（あしながおじさん）』 / 三田文学会編：『三田文選』 / 新演芸臨時増刊、『役者の素顔』→ 『明治 - 昭和初期 俳優名鑑集成 第4巻』、ゆまに書房（2005） ISBN 4843319228C3374
- 1920年

鈴木泉三郎：『ラシヤメンの父』 / メーテルリンク作・灰野庄平訳：『私の犬』 / 佐藤紅緑：『微笑』 / 長田幹彦：『白鳥の歌』 / 長田幹彦：『恋ごろも』 / 柳田國男：『神を助けた話』 / 真山青果：『銀籠 前』 / 小谷青楓：『長唄の心得 正編』 / 佐々木喜善：『奥州ザシキワラシの話』 / 小田律：『大犯罪人の研究』 / 渡辺霞亭：『金扇 前』
- 1921年

渡辺霞亭：『金扇 後』 / 長田幹彦：『続ゆく春』 / 上司小剣：『花道』 / 宮森麻太郎：『近代劇大觀』 / 小田律：『欧洲顚覆』 / 小杉天外：『三代地獄』
- 1922年

野口米次郎：『二重国籍者の歌』 / 野口米次郎：『林檎一つ落つ』 / 堀口大學：『月夜の園 抒情小曲』 / 灰野庄平：『未知国への憧憬』 / 長田幹彦：『夕雲』 / 長田幹彦：『野火』 / 佐藤紅緑：『美しき人々』 / 佐藤紅緑：『大慈大悲』 / 松村みね子訳：『愛蘭戯曲集 第1巻』 / 松岡譲：『地獄の門』
- 1923年

長田幹彦：『幻の塔』 / 小杉天外：『二つの太陽』 / 茅野蕭々訳：『独逸戯曲集』 / 南部修太郎：『返らぬ春』 / レオニード・アンドレーフ作・吉田甲子太郎訳：『殴られる「あいつ」』 / 上田敏訳、山内義雄・阿藤伯海編：『上田敏詩集』→ 青空文庫
- 1924年

山岸光宣：『印象より表現へ』 / 結城礼一郎：『旧幕新撰組の結城無二三 お前達のおぢい様』 / 長田秀雄：『黒幕』 / 田中純：『闇に哭く』 / 上司小剣：『女護の島 5版』 / 吉井勇：『杯』 / 田中純：『闇に哭く』 / 長與善郎：『韓信の死』 / 豊島与志雄：『人間繁栄』 / 藤森成吉：『鳩を放つ』